# Віроква (містечко, Вісконсин)
Віроква (англ. Viroqua) — місто (англ. town) в США, в окрузі Вернон штату Вісконсин. Населення — 1744 особи (2020).

## Демографія
Згідно з переписом 2010 року, у місті мешкало 1718 осіб у 637 домогосподарствах у складі 491 родини. Було 703 помешкання
Расовий склад населення:
| - 98,0 % — білих - 0,5 % — азіатів - 0,2 % — корінних американців - 0,2 % — чорних або афроамериканців - 0,1 % — вихідців з тихоокеанських островів |

До двох чи більше рас належало 0,6 %. Частка іспаномовних становила 1,2 % від усіх жителів.
За віковим діапазоном населення розподілялося таким чином: 22,8 % — особи молодші 18 років, 59,2 % — особи у віці 18—64 років, 18,0 % — особи у віці 65 років та старші. Медіана віку мешканця становила 47,0 року. На 100 осіб жіночої статі у місті припадало 96,6 чоловіків;  на 100 жінок у віці від 18 років та старших — 94,6 чоловіків також старших 18 років.
Середній дохід на одне домашнє господарство  становив 77 689 доларів США (медіана — 67 400), а середній дохід на одну сім'ю — 86 035 доларів (медіана — 74 500). Медіана доходів становила 53 690 доларів для чоловіків та 40 882 долари для жінок. За межею бідності перебувало 8,9 % осіб, у тому числі 11,3 % дітей у віці до 18 років та 9,1 % осіб у віці 65 років та старших.
Цивільне працевлаштоване населення становило 846 осіб. Основні галузі зайнятості: освіта, охорона здоров'я та соціальна допомога — 30,3 %, виробництво — 13,2 %, роздрібна торгівля — 9,6 %, сільське господарство, лісництво, риболовля — 8,2 %.